# Francesco Bertinaria
Francesco Bertinaria (1816 – Genova, 1892) è stato un filosofo italiano.
Studiò all'Università di Pisa, si trasferì a Torino per collaborare con l'editoria Pomba. Ha curato la traduzione Abriss der Geschichte der Philosophie di Kennegieszer,  professore dell'Università di Breslavia. Si occupò anche di filosofia orientale e di filosofia italiana. Nel 1860 Bertinaria ottenne la cattedra di Filosofia della Storia all'Università di Torino. Nel 1865 fu chiamato all'Università di Genova. Morì a Genova nel 1892.

## Opere
- 1843 - La filosofia italiana moderna, Pomba, Torino.

- 1843 - C. L. Kannegierzer, Compendio di storia della filosofia. Tradotto dal tedesco e ampliato da F. Bertinaria, Pomba, Torino 1843, XIX-331 pp.; con note di F. Prudenzano, Pedone, Napoli 1854, XXIII-283 pp.; con discorso e note di F. Prudenzano e con giunte dello stesso intorno alla moderna filosofia scozzese e francese, Boutteaux e Aubry, Napoli 1858, XXXI-307 pp.

- 1846 - Discorso sull'indole e le vicende della filosofia italiana, Pomba, Torino 1846, 107 pp.; nuova ed.: Sull'indole e le vicende della filosofia italiana. Discorso, Pomba, Torino 1866, 105 pp.

- 1846 - Concetto della filosofia e delle scienze inchiuse nel dominio di essa, «Antologia italiana», 1846, vol. I, pp. 332-359. Estr.: Pomba, Torino 1846.

- 1847 - Rec. di F. P. Bozzelli, Disegno di una storia delle scienze filosofiche in Italia dal Risorgimento delle lettere sin oggi, Napoli 1847, «Antologia italiana», 1847, vol. II, pp. 754-767.

- 1849 - Concetto scientifico della storia, Stamp. sociale degli artisti tipografi, Torino, 24 pp.

- 1852 - Alcuni saggi filosofici, Tip. Fory e Dalmazza, Torino, 89 pp.

- 1857 - Prospetto dell'insegnamento della filosofia della storia, Stamperia dell'unione tipografico editrice, Torino, 15 pp.

- 1857 - Della teoria poetica e dell'epopea latina, Torino.

- 1864 - Dell'importanza della filosofia della storia e sue relazioni con le altre scienze.Prolusione, Torino.

- 1865 - L'antica e la nuova filosofia del diritto. Prolusione, Tip. Cavour, Torino, 46 pp.

- 1865 - Principi di biologia e di sociologia, Negro, Torino.

- 1866 - La storia della filosofia e la filosofia della storia. Prolusione, «Riv. cont.», 1866, vol. XLIV, pp. 24-37. Estr.: Baglione, Torino 1866, 16 pp.

- 1866- Sulla formola esprimente il nuovo principio dell'enciclopedia. Lettera alla signora Emilia De Laurenti Sabelli, «Riv. cont.», 1866, vol. XLVII, pp. 3-7.

- 1866 - Il positivismo e la metafisica. Discorso, «Riv. cont.», 1866, vol. XLVII, pp. 161-84. Estr.: A. F. Negro, Torino 1866, 28 pp.

- 1867 - Scienza, Arte e Religione, «Gerdil», 1867, vol. I, pp. 335-343, 353-362, 434-439, 455-460, 491-497, 622-626, 682-690, 791-796, 810-828. Estr.: Tip. Torinese, Torino 1867, 77 pp.

- 1868 - Dell'origine, progresso e condizione presente della filosofia civile, «Riv. bol.», II, 1868, pp. 827-839.

- 1874 - Saggio sulla funzione ontologica della rappresentazione ideale, FSI, V, 1874, vol. X, pp. 319-343.

- 1875 - Concetto del mondo civile universale, FSI, VI, 1875, vol. XI, pp. 191-205.

- 1876 - La dottrina dell'evoluzione e la filosofia trascendentale. Discorso, Tip. Ferrando, Genova, 38 pp.

- 1877 - Ricerca se la separazione della Chiesa dallo Stato sia dialettica ovvero sofistica, FSI, VIII, 1877, vol. XV, pp. 51-68, 153-170. Estr.: Tip. dell'Opinione, Roma 1877, 38 pp.

- 1877 - Il problema dell'incivilimento, ossia come possano essere conciliate fra loro le dottrine della civiltà nativa di Vico e della civiltà nativa di Romagnosi, FSI, VIII, 1877, vol. XVI, pp. 335-359.

- 1877 - J. M. Hoene Wronski, La psicologia fisica ed iperfisica, commentata da F. Bertinaria, Unione tipografico-editrice, Torino, 128 pp.

- 1878 - Ricerca se l'odierna società civile progredisca ovvero retroceda, FSI, IX, 1878, vol. XVIII, pp. 319-338.

- 1879 - L'odierno antagonismo sociale. Discorso inaugurale nella Università di Genova, Tip. P. Martini, Genova, 35 pp.

- 1880 - Il problema critico esaminato dalla filosofia trascendente, FSI, XI, 1880, vol. XXII, pp. 241-270.

- 1882 - Discorso per l'inaugurazione dei corsi filosofici e letterari nella R. Università di Genova, Tip. P. Martini, Genova, 22 pp.

- 1886 - Idee introduttive alla storia della filosofia, RIF, I, 1886, vol. II, pp. 213-235. Estr.: Tip. della R. Accademia dei Lincei, Roma 1886.

- 1887 - Determinazione dell'assoluto. Saggio di filosofia esoterica, «Giornale della Società di letture e conversazioni scientifiche di Genova», X, 1887, II sem., pp. 301-322. Estr.: Tip. A. Ciminago, Genova 1887, 24 pp.

- 1889 - Il problema capitale della scolastica risoluto dalla filosofia trascendente. Nota storico-critica, RIF, IV, 1889, vol. II, pp. 3-23. Estr.: Tip. alle Terme Diocleziane di Giovanni Balbi, Roma 1889, 23 pp.

### Scritti
- Bulgarini, G. B., Recensione dell'articolo del prof. F. Bertinaria apparso sulla «Rivista Italiana»: Idee introduttive alla storia della filosofia, «Rosmini», 1887, vol. I, pp. 295-299.

- Cecchi, P. L., F. Bertinaria. Studio biografico, «Annuario della R. Università di Genova», 1892-1893, pp. 153-176. Estr.: P. Martini, Genova 1893.

- Cecchi, P. L., Francesco Bertinaria. Commemorazione, Martini, Genova 1893, 28 pp.

- D'Ercole, P., Notizie biografiche del prof. F. Bertinaria, «Annuario della R. Università degli studi di Torino», 1892-1893. Estr.: Torino 1892, 9 pp.

- Mamiani, T., Rec. di F. Bertinaria, La dottrina della evoluzione e la filosofia trascendente.Discorso, Genova 1876, FSI, VII, 1876, vol. XIII, pp. 134-137.

- Mamiani T., Intorno alla sintesi ultima del sapere e dell'essere. Lettere al professore Bertinaria, FSI, XII, 1881, vol. XXIII, pp. 3-28, 231-249; XIII, 1882, vol. XXVI, pp. 84-95. Estr.: Roma 1882.

- Tolomio, pp. 249-266.